# União das Freguesias do Cacém e São Marcos
União das Freguesias do Cacém e São Marcos, kurz Cacém e São Marcos ist eine Gemeinde (Freguesia) im portugiesischen Kreis (Concelho) von Sintra. Die Gemeinde stellt eine Hälfte der Stadt Agualva-Cacém dar.
Die Gemeinde hat 38.701 Einwohner auf einer Fläche von 4,44 km² (Zahlen nach Stand 30. Juni 2011).
Sie entstand im Zuge der Gebietsreform vom 29. September 2013 durch Zusammenlegung der Gemeinden Cacém und São Marcos. Cacém ist Sitz dieser neu gebildeten Gemeinde.